# Ибрагимов, Рашид Абдулович
Раши́д Абду́лович Ибраги́мов (род. 16 января 1944) — российский дипломат.

## Биография
Окончил МГИМО МИД СССР (1968). На дипломатической работе с 1971 года. Владеет английским и амхарским языками.
- С 12 мая 1995 по 5 мая 1999 года — чрезвычайный и полномочный посол России в Эритрее[1][2].
- В 1999—2005 годах — начальник отдела, заместитель директора Третьего департамента стран СНГ МИД России.
- С октября 2005 по ноябрь 2007 года — генеральный консул России в Алма-Ате (Казахстан).

## Дипломатический ранг
- Чрезвычайный и полномочный посланник 2 класса (5 декабря 1994)[3].

## Семья
Женат, имеет сына.